# Stazione di Someo
La stazione di Someo della Ferrovie Autolinee Regionali Ticinesi (FART) è stata una stazione ferroviaria, passante della ex ferrovia Locarno-Ponte Brolla-Bignasco ("Valmaggina") chiusa il 28 novembre 1965.

## Storia
La stazione venne inaugurata nel 1907 insieme alla linea Locarno-Bignasco. Continuò il suo esercizio fino alla sua chiusura avvenuta il 28 novembre 1965.
Inizialmente era dotata di un fabbricato viaggiatori analogo a quello di altre stazioni della linea (es. la vicina Coglio-Giumaglio), ma venne distrutta durante l'alluvione del 24 settembre 1924. Dopo le donazioni per la popolazione di Someo, che arrivarono da tutta la Svizzera, venne realizzato un nuovo fabbricato viaggiatori in pietra ed è stato inaugurato nel gennaio 1929. Fu costruito nello stile della Centovallina simile a quella di Corcapolo.

## Strutture e impianti
Era composto da un piccolo fabbricato viaggiatori in muratura e due binari. Non rimane traccia dell'infrastruttura: il fabbricato è stato demolito e i binari sono stati smantellati per far spazio all'attuale strada cantonale.